# Бейли, Скотт (актёр)
Скотт Бейли (англ. Scott Bailey; род. 16 декабря 1978, Флориссант, Миссури) — американский актёр.

## Биография
Родился 16 декабря 1978 года в городе Флориссант, штат Миссури. Получил степень в области машиностроения в Государственном университете Нью-Мексико. Актёрское мастерство не было основной профессией Бейли, а являлось всего лишь хобби. В конце концов он решил продолжить карьеру актёра, завершив работу над докторской степенью в Калифорнийском университете в Лос-Анджелесе.

## Карьера
Бейли начал сниматься в мыльной опере «Направляющий свет» в августе 2003 года в роли Сэнди Фостера и играл эту роль до марта 2006 года. Он также появился в комедийно-драматическом сериале «ФАКультет», где он сыграл Стэна в третьем сезоне кинокартины. В 2001 году он снялся в телефильме «Просто спроси моих детей».
В 2006 году, после завершения своей роли «Направляющем свете», Бэйли появился в качестве гостя в сериале «Закон и порядок: Специальный корпус». Будучи актёром мыльной оперы, Бейли также удалось поработать в киноиндустрии в нескольких боевиках, включая «Т2 3-D: Битва сквозь время».
В 2011 году Бейли в качестве приглашенного актёра появился в эпизоде телесериала «Роковые красотки». Помимо актёрской игры Бейли также озвучивал рекламные ролики и телерепортажи, а также работал в некоторых журналах.

## Личная жизнь
В январе 2010 года было объявлено о помолвке Бейли и актрисы Эдриэнн Франц. Они поженились 11 ноября 2011 года в Калифорнии. У пары есть трое детей: дочь Амели (род. 1 января 2015) и сыновья Лайон (род. 19 июня 2020) и Киллиан (род. 2022).